# ストーモント城
ストーモント城（英語: Stormont Castle）は、北アイルランド行政府と北アイルランド行政府事務局がある英国・北アイルランドの首府であるベルファストの東に位置するストーモント・エステートにある邸宅である。なお、この城は北アイルランドA級指定建築物である。同じストーモント・エステート内に北アイルランド議会議事堂やストーモント・ハウスがある。

## 歴史
ストーモント城は1830年頃に完成したと見られ、例えば装飾目的で使われた張り出し櫓に見られる特徴のあるスコットランド・バロニアル様式を取り入れたトーマス・ターナーの設計により、元の持ち主であるクレランド家によって1858年に改修された。1921年、この建物と235エーカー (95 ha)の隣接地は設置されたばかりの北アイルランド行政府によって15,000ポンドで購入された。
1921年から1972年の間、この城は北アイルランド首相の官邸であった。しかしながら、多くの議長が自宅に住むことを選んだため、議長の公邸であったストーモント・ハウスは長い間空き家の状態であった。またこの城は1921年から1972年まで北アイルランド行政府内閣の集会所でもあった。
1972年における北アイルランドによる直接統治の強制により、この城は北アイルランド担当国務長官、北アイルランド事務所（NIO）の代表者、および支援機関当局者のベルファスト本部としての役割を果たした。北アイルランド問題が発生している間、この城は英国保安局としても使用された。なお、1998年4月にイギリスとアイルランドとの間で結ばれた和平協定であるベルファスト合意は隣接するキャッスルビルで締結された。
2001年には総額750万ユーロに及ぶ修復工事が完了した。修復工事はこれまでの工事の中で最も大規模なものとなり、施工を担当した建築家は「改修の目的はこの建物の歴史的な特徴を保持すると同時に、現代的、かつ機能的な事務所スペースを創出することだった」と述べている。
この城は欧州評議会と欧州委員会が毎年実施している共同事業である欧州文化遺産の開放期間の週末に一般公開されている。